# Boldești-Scăeni
Boldești-Scăeni – miasto w Rumunii, w okręgu Prahova. Liczy 12 tys. mieszkańców (2006).